# Kuba Szmajkowski
Jakub Grzegorz Szmajkowski (ur. 24 kwietnia 2002) – polski piosenkarz i autor tekstów.
Finalista pierwszej edycji programu The Voice Kids (2018). W latach 2018–2021 wokalista boys bandu 4Dreamers, z którym wydał dwa albumy: 4Dreamers (2018) i nb. (2019). Od 2021 artysta solowy.

## Życiorys
Urodził się 24 kwietnia 2002. Pochodzi z Międzyborowa. Ma młodszą siostrę Aleksandrę. Przez kilka lat grał w siatkarskim klubie LKS Wrzos Międzyborów.
W 2017 został finalistą pierwszej edycji programu TVP2 The Voice Kids. Po zakończeniu programu wraz z Mateuszem Gędkiem, Tomaszem Gregorczykiem i Maksem Więckowskim został wokalistą boys bandu 4Dreamers, z którym wydał dwa albumy studyjne: 4Dreamers (2018) i nb. (2019); oba wydawnictwa były notowane na liście sprzedaży płyt w Polsce i zostały nominowane do nagrody polskiego przemysłu fonograficznego Fryderyk.
Po zakończeniu działalności zespołu w 2021 nagrał w duecie z Sarą James utwór „Czarny młyn” na ścieżkę dźwiękową do filmu o tym samym tytule. Następnie wydał single: „Nieskończone” i „Lovesick”, a z drugą z piosenek zajął czwarte miejsce w finale programu Tu bije serce Europy! Wybieramy hit na Eurowizję!. W lutym 2023 wydał single: „Do the Dance” i „You Do Me”, a z drugą piosenką zajął ósme miejsce w finale kolejnej edycji programu Tu bije serce Europy! Wybieramy hit na Eurowizję!. W tym samym roku zwyciężył w finale 19. edycji programu Twoja twarz brzmi znajomo. Do końca roku wydał teledysk do singla „Pocałunek słońca”, utwór „Running with Lightning”, który nagrał w duecie z Liamoo i cover piosenki zespołu Kombii „Randez Vous” z duetem producentów Mike&Laurent, a 11 listopada wystąpił na koncercie zorganizowanym przez RMF FM w ramach Ogólnopolskiego Śpiewania Biało-Czerwonych Przebojów w Krakowie. 14 lutego 2025 z utworem „Pray” zajął piąte miejsce w finale polskich eliminacji do 69. Konkursu Piosenki Eurowizji.
Deklaruje się jako osoba wierząca w Boga, wychowana w duchu katolickim; często modli się indywidualnie, ale praktycznie nie uczestniczy w nabożeństwach odbywających się w kościele.

## Dyskografia

### Single
| Rok                                                      | Tytuł                                        | Najwyższa pozycja na liście | Album                           |
| Rok                                                      | Tytuł                                        | POL (airplay)               | Album                           |
| -------------------------------------------------------- | -------------------------------------------- | --------------------------- | ------------------------------- |
| 2021                                                     | „Czarny młyn” (oraz Sara James)              | –                           | Czarny młyn (ścieżka dźwiękowa) |
| 2021                                                     | „Nieskończone”                               | –                           | –                               |
| 2021                                                     | „Lovesick” (oraz Jhn McFly)                  | –                           | –                               |
| 2023                                                     | „Do the Dance”                               | –                           | –                               |
| 2023                                                     | „You Do Me”                                  | –                           | –                               |
| 2023                                                     | „Randez Vous” (oraz Mike & Laurent i Kombii) | –                           | –                               |
| 2023                                                     | „Pocałunek Słońca”                           | –                           | –                               |
| 2023                                                     | „Running With Lightning” (oraz Liamoo)       | 14                          | –                               |
| 2023                                                     |                                              |                             | –                               |
| 2024                                                     | „Lights Go Loud”                             | –                           | –                               |
| 2025                                                     | „Pray”                                       | –                           | –                               |
| 2025                                                     | „Loser”                                      | -                           | –                               |
| „–” oznacza, że singel nie był notowany na danej liście. |                                              |                             |                                 |

#### Z gościnnym udziałem
| Rok  | Tytuł                                           | Album |
| ---- | ----------------------------------------------- | ----- |
| 2022 | „VHS” (Karolina Stanisławczyk; gościnnie: Kuba) | –     |

### Teledyski
| Rok  | Tytuł | Reżyseria           | Źr.    |
| ---- | --- | ------------------- | ------ |
| 2021 | „Czarny Młyn” (oraz Sara James)                                                                                       | Maciej Tarapacz     | [ 29 ] |
| 2021 | „Nieskończone” | Pascal Pawliszewski | [ 30 ] |
| 2021 | „Lovesick” | –                   | [ 31 ] |
| 2022 | „Jingle Bell Rock” (oraz Anastazja Maciąg, Adrianna Skon, Szalina Malina, Dominik Gontarski, Warjat Radek, Zetkacper) | -                   |        |
| 2023 | „Pocałunek Słońca” | -                   |        |
| 2023 | „Running With Lightning” (oraz Liamoo)                                                                                | -                   |        |
| 2025 | „Pray” | -                   |        |

#### Z gościnnym udziałem
| Rok  | Tytuł                                           | Reżyseria  | Źr.    |
| ---- | ----------------------------------------------- | ---------- | ------ |
| 2022 | „VHS” (Karolina Stanisławczyk; gościnnie: Kuba) | Michał Kuś | [ 32 ] |